# James Brewerton Ricketts
Pour les articles homonymes, voir Ricketts.
James Brewerton Ricketts (né le 21 juin 1817 à New York, État de New York, et décédé le 22 septembre 1887 à Washington, État du Maryland) est un major-général de l'Union. Il est enterré au cimetière national d'Arlington, État de Virginie.

## Avant la guerre de Sécession
James Brewerton Ricketts est diplômé de l'académie militaire de West Point en 1839 et est breveté et promu second lieutenant dans le 1st artillery le 1er juillet 1839,. Il est affecté à la frontière canadienne. Il se marie avec Josephine Pierce avec qui il aura un enfant. Il est promu premier lieutenant le 21 avril 1846. Il participe à la guerre américano-mexicaine sous les ordres du général Zachary Taylor. Avec sa batterie d'artillerie, il participe aux batailles de Monterrey et de Buena Vista.
Après le conflit, il est affecté en Floride. Il est promu capitaine le 3 août 1852. Il se remarie avec Frances « Fanny » Lawrence.

## Guerre de Sécession
James Brewerton Ricketts est nommé brigadier-général des volontaires le 21 juillet 1861. Il est breveté lieutenant-colonel le 21 juillet 1861 pour bravoure et service méritants lors de la première bataille de Bull Run. Lors de cette bataille, il commande une batterie d'artillerie sur Henry House Hill. Il est blessé à quatre reprises et est fait prisonnier par les troupes confédérées. Sa femme traverse alors les lignes confédérées pour le rejoindre. Elle obtient la permission du général Joseph E. Johnston de rester près le lui. Mary Chesnut note dans son journal : « Je connais une vingtaine ou plus, de capitaines, de colonels, de commandants ou même de simples soldats, qui ont capturé la batterie de Ricketts. ».
En janvier 1862, il fait partie d'un échange de prisonniers. Il commande alors une division du corps d'armée commandé par Irvin McDowell. Il participe à la bataille de Cedar Mountain et à la seconde bataille de Bull Run. Il est blessé à Sharpsburg, lors de la bataille d'Antietam, où deux chevaux sont tués sous lui, le second le clouant au sol. Il est nommé au tribunal de la cour martiale qui condamne injustement le général Fitz John Porter.
Il est promu commandant de l'armée régulière le 1er juin 1863 dans le 1st US Artillery. Il participe à la campagne Overland pendant laquelle il commande une division sous les ordres du général John Sedgwick. Il participe à la bataille de la Wilderness et à celle de Spotsylvania.
En juillet 1864, sa division protège Washington contre le raid confédéré conduit par le général Early.
Il commande alors le VIe corps, placé sous les ordres du major-général Sheridan. En 1864, il participe à la campagne de la vallée de la Shenandoah. Lors de la bataille de Monocacy Junction, ses forces subissent l'effort principal des confédérés  avec un taux d'attrition de l'ordre de 50 %.
Le général Wallace le décrit comme étant « … légèrement plus grand que la moyenne, avec une légère tendance à l'embonpoint, vif et franc de manières et de paroles, celtique de traits et de caractère. ».
Il est blessé à la poitrine à la bataille de Cedar Creek, blessure dont il gardera les séquelles jusqu'à la fin de sa vie. Il recouvre néanmoins la santé et reprend du service deux jours avant la reddition du général Robert Lee à Appomattox.
Il est breveté colonel le 3 juin 1864 pour bravoure et service méritants lors de la bataille de Cold Harbor. Le 13 mars 1865, il est breveté brigadier-général pour bravoure et service méritants lors de la bataille de Cedar Creek, major-général pour les mêmes motifs sur le champ de bataille durant la guerre et, enfin, major-général des volontaires pour bravoure constante durant la guerre, et particulièrement lors des batailles de la campagne sous les ordres du général Grant, de la bataille de Monocacy sous les ordres du général Wallace et lors des opérations de Fishers Hill et de Cedar Creek durant la campagne de la vallée de la Shenandoah sous les ordres du général Sherman.

## Après la guerre
James Brewerton Ricketts quitte le service actif des volontaires le avril 1866. Il prend sa retraite, avec le rang de major-général, le 3 janvier 1867 et continue à participer à des cours martiales jusqu'en 1869.